# 費比厄斯鎮區 (密蘇里州諾克斯縣)
費比厄斯鎮區（英語：Fabius Township）是位於美國密蘇里州諾克斯縣的一個行政鎮區。

## 地方資料
費比厄斯鎮區的面積為90.48平方千米，當中陸地面積為89.34平方千米，而水域面積為1.14平方千米。根據2020年美國人口普查的數據，當地共有人口165人，而人口密度為每平方千米1.82人。